# Saint-Cassin
Saint-Cassin este o comună în departamentul Savoie din sud-estul Franței. În 2009 avea o populație de 767 de locuitori.

## Evoluția populației
| An        | 1975 | 1982 | 1990 | 1999 | 2006 | 2009 |
| --------- | ---- | ---- | ---- | ---- | ---- | ---- |
| Populație | 453  | 538  | 625  | 697  | 756  | 767  |